# قائمة جبال طاجيكستان
هذا قائمة الجبال في طاجيكستان

## بامير آلاي
```
بامير آلاي
 هو نظام جبلي في 
طاجيكستان
 
وقيرغيزستان
 
وأوزبكستان
، يشمل أربع سلاسل جبلية رئيسية تمتد غربًا من 
جبال تيان شان
، وتقع شمال 
سلسلة جبال بامير
 الرئيسة. تعد بشكل مختلف جزءًا من تيان شان،
[
1
]
 من بامير،
[
2
]
 أو نظام جبلي منفصل.
[
3
]
 ينقسم نظام 
بامير-آلاي
 إلى السلاسل الجبلية التالية:
[
4
]
```

### سلسلة جبال بامير
وتقع سلسلة جبال بامير في أواسط القارة الآسيوية، محاطة بمجموعة من سلاسلها الجبلية الشاهقة المتمثلة بجبال هندوكوش وَكوين لون وَجيسار آلاي وجبال تيان شان.
- سلسلة جبال أكاديمية العلوم [الإنجليزية]
  - قمة إسماعيل ساماني
  - جبل كورزينفسكايا [الإنجليزية]
  - جبل غارمو [الإنجليزية]
- جبال روشان [الإنجليزية]
  - جبل باتخور [الإنجليزية]
- جبال شخدارة [الإنجليزية]
  - جبل ماياكوفسكي  [لغات أخرى]‏
  - جبل كارل ماركس [الإنجليزية]
- جبال ترانس ألاي [الإنجليزية]
  - جبل ابن سينا [الإنجليزية]
- جبال يازغولم [الإنجليزية]
  - جبل الاستقلال [الإنجليزية]
- جبال بيتر الأول [الإنجليزية]
  - جبل موسكو [الإنجليزية]
- جبال جيسار [الإنجليزية]
  - حضرة سلطان
- جبال شوغنون
  - بيك سكاليستي

### سلسلة جبال آلاي
سلسلة جبال آلاي تشكل سلسلة جبال تمتد من سلسلة جبال تيان شان في قيرغيزستان إلى الغرب من طاجيكستان.

### سلسلة جبال زرافشان
- جبل كونكورد [الإنجليزية]

## جبال تيان شان
تمتد سلسلة جبال تيان شان عبر الصين وكازاخستان وأوزبكستان وقيرغيزستان من الشرق حتى الغرب. وتمتد هذه السلسلة على مسافة 2500 كيلومتر بينما يبلغ عرضها من الجنوب إلى الشمال ما بين 100 و 400 كيلومتر
- سلسلة جبال تركستان:هي سلسلة جبلية وأحد الامتدادات الشمالية لنظام بامير آلاي، تمتد بطول إجمالي يبلغ 340 كيلومتر من جبال آلاي على حدود قرغيزستان مع طاجيكستان إلى واحة سمرقند في أوزبكستان .
- سلسلة جبال فخش [الإنجليزية]